# Кишишев, Радостин
Радостин Проданов Кишишев (болг. Радостин Проданов Кишишев; род. 30 июля 1974[…], Бургас) — болгарский футболист и футбольный тренер. В настоящее время работает спортивным директором болгарского «Черноморца».
Кишишев провёл 88 матчей за сборную Болгарии, которую представлял на чемпионате Европы 1996 года и чемпионате мира 1998 года.

## Карьера

### Клубная карьера
Кишишев, родившийся в болгарском городе Бургас, начинал свою карьеру футболиста в местных клубах «Черноморец» и «Нефтохимик», окончил спортивное училище. Затем он выступал на позиции центрального полузащитника за турецкую команду «Бурсаспор» в 1997—1998 годах, где играл вместе с другим болгарским футболистом Костадином Видоловым. После этого он вернулся в Болгарию, перейдя в клуб «Литекс», вместе с которым дважды становился чемпионом Болгарии в 1998 и 1999 годах. Во время сезона 1997/98 «Литексу» было засчитано два технических поражения (в гостевой игре с «Велбаждом» и домашнем матче с софийским «Левски») из-за неправильного оформления перехода Кишишева из «Бурсаспора», которые не помешали команде выиграть свой первый чемпионский титул.
Летом 2000 года Кишишев подписал контракт с новичком английской Премьер-Лиги, клубом «Чарльтон Атлетик», в котором он провёл следующие 7 лет. Первоначально он играл на позиции правого защитника, потом главный тренер Алан Кербишли перевёл его на позицию полузащитника. Играя почти во всех матчах «Чарльтона» в Премьер-лиге Кишишев заработал репутацию труженика и бойца, но изредка он подвергался критики из-за его случайных потерь концентрации, которые приводили к пропущенным голам. За «Чарльтон» болгарин провёл два гола в чемпионате, оба пришлись на сезон 2002/03. Он забил в принципиальном противостоянии с лондонским клубом «Вест Хэм Юнайтед», что сделало его на некоторое время героем у болельщиков.

### Тренерская
В 2012 году назначен спортивным директором бургасского «Черноморца».

## Личная жизнь
Женат, супруга Красимира умерла 19 октября 2012 года от рака, сыновья Продан и Димитр.

## Достижения
«Нефтохимик»
- Серебряный призёр чемпионата Болгарии: 1996/97
- Обладатель Кубка ПФЛ (Купа на Професионалната футболна лига) (2): 1996, 1997

«Литекс»
- Чемпион Болгарии (3): 1997/98, 1998/99, 2009/10
- Обладатель Кубка Болгарии: 2008/09